# جون ميلز (لاعب كريكت)
جون ميلز (3 يونيو 1836 في المملكة المتحدة - 24 فبراير 1899) (بالإنجليزية: John Mills)‏ هو لاعب كريكت أسترالي.

## وصلات خارجية
- جون ميلز (لاعب كريكت) على موقع إي آس بي آن كريك إنفو (الإنجليزية)